# Lapu
Lapu (nep. लापु) – gaun wikas samiti w zachodniej części Nepalu w strefie Gandaki w dystrykcie Gorkha. Według nepalskiego spisu powszechnego z 2001 roku liczył on 477 gospodarstw domowych i 2153 mieszkańców (1151 kobiet i 1002 mężczyzn).